# Українська Федеративно-Демократична Партія
Українська Федеративно-Демократична Партія, консервативна партія, заснована у грудні 1917 в Києві з чл. кол. Старої Громади. У. Ф.-Д. П. стояла за перетворення рос. держави на федерацію автономних країн і виступала проти проголошення самостійности України. Головні діячі: В. Науменко. Б. Кістяківський, І. Квятковський, І. Лучицький, В. Ігнатович. У. Ф.Д П. помітної ролі не відіграла.